# Voluntari
Voluntari ist eine Stadt im Kreis Ilfov in der Großen Walachei in Rumänien.

## Lage
Voluntari liegt unmittelbar am nordöstlichen Stadtrand von Bukarest. Das Zentrum der rumänischen Hauptstadt ist etwa 6 Kilometer entfernt.

## Geschichte
Voluntari wurde nach dem Ersten Weltkrieg durch den Zuzug von Kriegsveteranen gegründet. Einige kleinere Dörfer der Umgebung wurden eingemeindet und stellen heute keine offiziellen Ortsteile mehr dar.
Durch die Nähe der Hauptstadt nahm Voluntari einen raschen Aufschwung. Nach dem Zweiten Weltkrieg entwickelte sich Leichtindustrie. In den 1990er Jahren wurde Voluntari Standort mehrerer Einkaufs-Großmärkte.
Im Jahr 2004 bekam der Ort den Status einer Stadt zugesprochen.
Der Name der Stadt bedeutet etwa „Freiwillige“ und ist denjenigen Rumänen gewidmet, die in den Jahren 1916 bis 1918 Siebenbürgen verließen, um in der rumänischen Armee für den Anschluss ihrer Heimat an Rumänien zu kämpfen.

## Bevölkerung
Nach den Ergebnissen der Volkszählung von 2002 wird Voluntari zu etwa 97,5 % von Rumänen bewohnt. Daneben bezeichneten sich 505 Personen als Roma. Die übrigen 220 Einwohner verteilten sich auf zahlreiche andere Nationalitäten (darunter 9 Deutsche). 2021 stieg die Anzahl der Bevölkerung auf 47.366, von denen sich 33.600 als Rumänen bezeichneten. Des Weiteren wurden 147 Roma, 88 Türken, 51 Magyaren, 27 Deutsche, 25 Juden und andere Ethnien registriert.

## Verkehr
Durch Voluntari verlaufen die Bahnstrecke Bukarest–Constanța, deren Bahnhof am südöstlichen Stadtrand liegt, und die Nationalstraße 2, welche hier Teil der Europastraßen E 60 und E 86 ist. Es bestehen Busverbindungen nach Bukarest.

## Sehenswürdigkeiten
- Die Kirche des Heiligen Ilie aus dem 18. Jahrhundert (im eingemeindeten Ort Pipera)
- Das Denkmal für die „Freiwilligen Helden“ des Ersten Weltkrieges